# Кошкент
Кошкент (лезг. Куаш) — село в Хивском районе Дагестана. Административный центр сельского поселения «Сельсовет Кошкентский». Национальный состав: лезгины. По религии мусульмане-сунниты.

## География
Село расположено в 8 км к юго-востоку от административного центра района — с. Хив.

## Население
| 1895 | 1926 | 1939 | 1970 | 1989 | 2002 | 2010 |
| ---- | ---- | ---- | ---- | ---- | ---- | ---- |
| 518  | ↘469 | ↗486 | ↗581 | ↘540 | ↗656 | ↘645 |
| 2021 |      |      |      |      |      |      |
| ↘613 |      |      |      |      |      |      |